# Murray County (Minnesota)
 For alternative betydninger, se Murray County. (Se også artikler, som begynder med Murray County)
Murray County er et county i den amerikanske delstat Minnesota. Amtet ligger i den sydvestlige del af delstaten og grænser op til Lyon County i nord, Redwood County i nordøst, Cottonwood County i øst, Nobles County i syd, Rock County i sydvest og mod Pipestone County i vest.
Murray Countys totale areal er 1 864 km² hvorav 39 km² er vand. I 2000 havde amtet 9.165 indbyggere. Amtets administrative centrum ligger i byen Slayton.
Amtet har fået sit navn efter William Pitt Murray
44°01′N 95°46′V / 44.02°N 95.76°V